# Orchestre Philharmonique de Nice
Orchestre Philharmonique de Nice is het symfonieorkest van de stad Nice in Frankrijk en geldt als een van de belangrijkste opera- en symfonieorkesten van het land. Officieel werd het in 1947 opgericht als L'Orchestre Symphonique Municipal de la Ville de Nice. In 1982 onderging het de naamswijziging naar de huidige naam. In het orkest spelen 120 musici. Sinds 2017 is György G. Ráth chefdirigent.

## Thuisbasis
Het orkest heeft als thuisbasis het gebouw van de Opera van Nice waarvan de zuidgevel is gelegen aan de Promenade des Anglais. De repetities vinden behalve in dit gebouw ook plaats in La Diacosmie. Het orkest geeft concerten in de Opera van Nice en het Auditorium Acropolis, een moderne concertzaal met 2.500 zitplaatsen. Verder gaat het orkest regelmatig op tournee.

## Dirigenten
In de loop der jaren waren er talrijke belangrijke gastdirigenten, zoals Georges Prêtre, Wolfgang Sawallisch, Marek Janowski, Berislav Klobučar, Emil Tchakarov, Zoltán Peskó, Jerzy Semkow, Michael Schønwandt, Leopold Hager, Günter Neuhold, Jascha Horenstein, David Zinman und Emmanuel Krivine.
Verder heeft het orkest ook talrijke plaat- en cd-opnames gemaakt.